# Pereskia weberiana

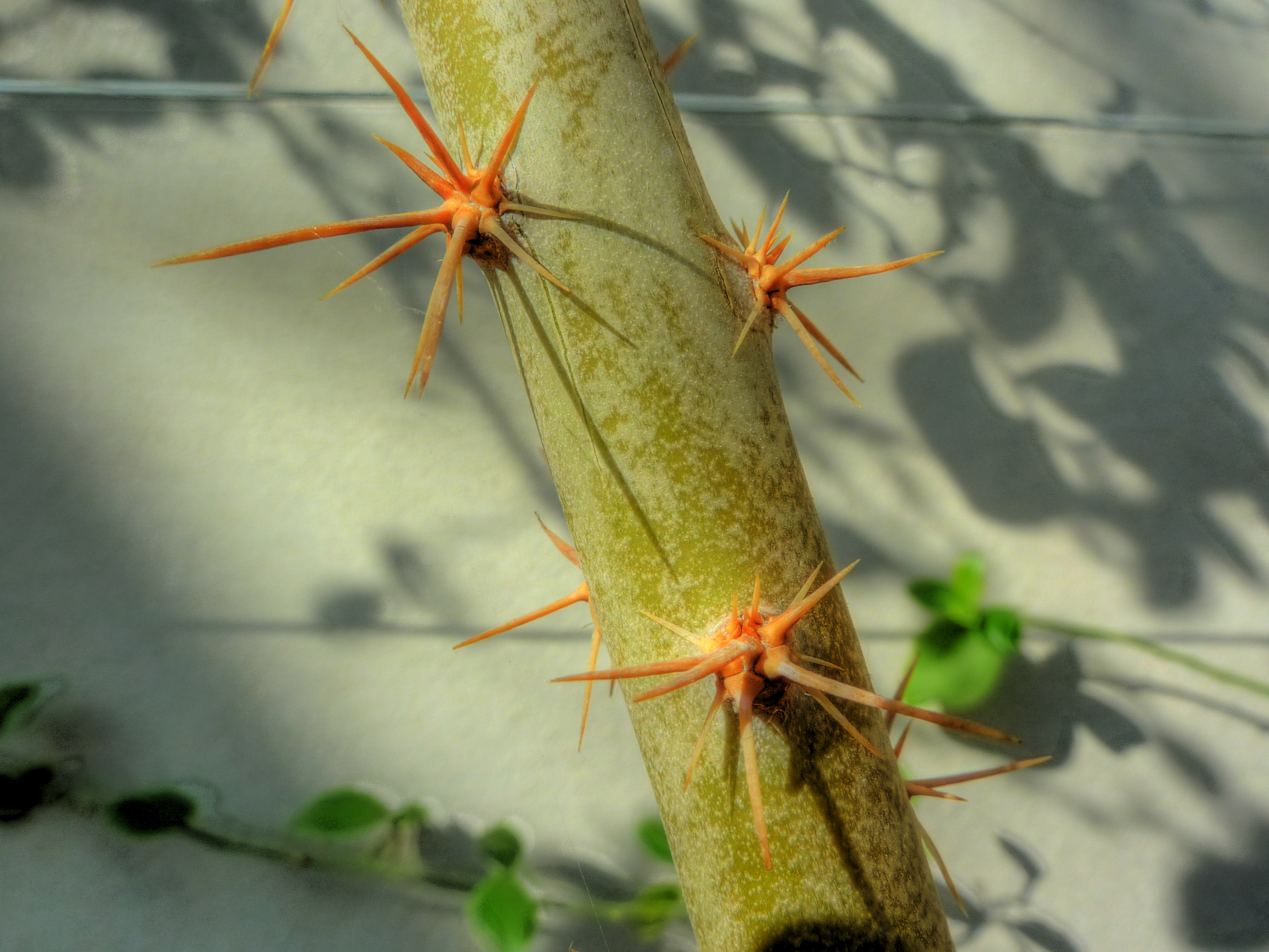
Dornen

Pereskia weberiana ist eine Pflanzenart in der Gattung Pereskia aus der Familie der Kakteengewächse (Cactaceae). Das Artepitheton weberiana ehrt den französischen Militärarzt und Amateurbotaniker Frédéric Albert Constantin Weber. Spanische Trivialnamen sind „Cervetano“ und „Uturunku“.

## Beschreibung
Pereskia weberiana wächst strauchig, ist häufig ausgespreizt oder anlehnend bis kletternd und erreicht Wuchshöhen von 1 bis 3 Meter. Der braune, rissige und papierartige Stamm weist einen Durchmesser von bis zu 12 Zentimeter auf. Die Laubblätter sind kurz gestielt und sehr unterschiedlich groß. Die elliptische bis schmal elliptische bis lanzettliche Blattspreite ist 2,5 bis 6 Zentimeter lang und 1 bis 3 Zentimeter breit. Die rosafarbene Nervatur der Blattspreite weist zwei bis vier Seitennerven auf. Die Mittelrippe steht an der Blattunterseite hervor. An den Zweigen sind die 2 bis 3 Millimeter großen Areolen spärlich mit Wolle besetzt. Am Stamm und den Haupttrieben werden nur Dornen ausgebildet. An den Zweigen sind je Areole drei bis fünf ausgebreitete, steife Dornen vorhanden, die 0,8 bis 1,3 Zentimeter lang sind. Am Stamm und den Haupttrieben werden je Areole bis zu 20 Dornen ausgebildet.
Die rosafarbenen oder weißen Blüten erscheinen einzeln oder stehen endständig in Blütenständen. Sie erreichen einen Durchmesser von 1,7 bis 2,5 Zentimeter. Die kugelförmigen, hohlen, saftigen, glänzend schwarzen Früchte weisen Durchmesser von 7 Millimeter auf und sind 5 bis 6 Millimeter lang.

## Verbreitung, Systematik und Gefährdung
Pereskia weberiana ist in den bolivianische Departamentos La Paz und Cochabamba im Einzugsgebiet des Río Beni in Trockenwäldern der Andentäler in Höhenlagen von 1100 bis 1900 Metern verbreitet.
Die Erstbeschreibung erfolgte 1898 durch Karl Moritz Schumann. Taxonomische Synonyme sind Rhodocactus antonianus Backeb. (1963) und Pereskia antoniana (Backeb.) Rauh (1979, comb. inval.).
In der Roten Liste gefährdeter Arten der IUCN wird die Art als „Least Concern (LC)“, d. h. als nicht gefährdet geführt.

## Nachweise